# PagerDuty
PagerDuty é uma empresa de software norte-americana que fornece um SaaS de resposta a incidentes.
Sua matriz está localizada em San Francisco, possuindo escritórios em Toronto, Atlanta, no Reino Unido, e na Austrália.
Foi listada em 41o lugar na lista Cloud 100 da Forbes, em 2017.

## História
A empresa foi fundada em 2009 em Toronto por Alex Solomon, Andrew Miklas, e Baskar Puvanathasan, sendo incubada no Y Combinator.
Recebeu U$1,9 milhões de financiamento em 2010 e U$10,7 milhões em 2013. Até 2018, havia levantado U$170 milhões.
Em 2019, preencheu documentos relevantes com a SEC visando um IPO. Em abril do mesmo ano, lançou suas ações na Bolsa de Nova Iorque.
Em 2020, adquiriu a Rundeck, que provê software para automação de tarefas relacionadas a DevOps.
Em 2023, seu CEO foi criticado por citar Martin Luther King em um memorando sobre demissões, o que foi julgado como insensível e inapropriado.